# Elke Van Gorp
Elke Van Gorp (* 12. Mai 1995) ist eine belgische Fußballspielerin, die von 2014 bis 2019 für die Belgische Fußballnationalmannschaft der Frauen spielte und das erste EM-Endrundentor der Belgierinnen erzielte.

## Karriere
Van Gorp spielte mehrere Jahre für Lierse SK in der BeNe League, der gemeinsamen Frauenliga des belgischen und niederländischen Verbandes und der höchsten Fußballliga Belgiens, der Eerste Klasse, wechselte dann zum KAA Gent, mit dem sie im Mai 2017 den belgischen Pokal durch ein 3:1 gegen Anderlecht gewann. Zur Saison 2017/18 wechselte sie zum Finalgegner RSC Anderlecht, mit dem sie dann viermal die belgische Meisterschaft gewann. Danach wechselte sie zu SV Zulte Waregem.

### Nationalmannschaften
Am 7. Juni 2010 bestritt sie ihr erstes und einziges Länderspiel für die belgische U-15-Mannschaft. Am 8. und 10. September hatte sie dann in zwei Freundschaftsspielen gegen die Schweiz ihre ersten beiden Einsätze in der U-17-Mannschaft, die 2:3 und 2:0 endeten. Anfang Oktober nahm sie dann in ihrer Heimat mit der Mannschaft an der ersten Qualifikationsrunde für die U-17-Fußball-Europameisterschaft der Frauen 2011 teil. Mit zwei Toren, die sie jeweils in der Nachspielzeit erzielte, sorgte sie mit dafür, dass ihre Mannschaft als Gruppensieger die zweite Qualifikationsrunde erreichte. Bei dieser im April 2011 in Tschechien ausgetragenen Runde verloren sie das erste Spiel gegen Spanien mit 0:2. Zwar konnten sie dann die beiden anderen Spiele jeweils mit 1:0 gewinnen und auch die Spanierinnen verloren ein Spiel, am Ende sprach der direkte Vergleich aber gegen die Belgierinnen. Im September nahm sie wieder an der ersten Qualifikationsrunde für die U-17-Fußball-Europameisterschaft der Frauen 2012 teil und konnte sich mit ihrer Mannschaft für die zweite Runde qualifizieren, an der sie dann aber nicht mehr teilnahm. Im Oktober 2012 nahm sie dann in Kroatien an der ersten Qualifikationsrunde für die U-19-Fußball-Europameisterschaft der Frauen 2013 teil. Hier erzielte sie beim 4:0 gegen die Färöer ihre ersten beiden Tore für die U-19-Mannschaft. Punktgleich mit der Ukraine, aber den weniger erzielten Toren erreichten sie als Gruppenzweite die zweite Runde. Diese wurde im April 2013 in ihrer Heimat ausgetragen. Im ersten Spiel gegen die Französinnen konnten sie den Heimvorteil aber nicht nutzen und verloren mit 0:2. Zwar gewannen sie dann die beiden anderen Spiele, da die Französinnen aber keinen Punkt abgaben, reichte es für die Belgierinnen nur zum zweiten Platz und als drittbeste Zweitplatzierte verpassten sie die Endrunde. Im September 2013 folgte die Teilnahme an der ersten Qualifikationsrunde für die U-19-Fußball-Europameisterschaft der Frauen 2014. In Ungarn setzten sie sich mit drei Siegen durch und auch die zweite Runde im April 2014 im eigenen Land überstanden sie mit drei Siegen, wobei sie Rekordsieger Deutschland ausschalteten. Bei der Endrunde in Norwegen verloren sie dann aber alle drei Spiele und schieden als Gruppenletzte aus. Damit endete ihre Zeit als Juniorinnennationalspielerin.
Am 13. September 2014 folgte dann ihr erster Einsatz in der A-Nationalmannschaft. Dabei stand sie beim 11:0 im vorletzten Spiel der Qualifikation für die WM 2015 gegen Griechenland in der Startelf und erzielte mit ihrem ersten Tor für die A-Elf das zwischenzeitliche 10:0. In den nächsten 16 Spielen wurde sie dann nur dreimal nicht eingesetzt und nahm mit der Mannschaft erstmals am Zypern-Cup 2015 teil, bei dem die Belgierinnen aber nur den letzten Platz belegten. Zudem wurde sie in den ersten Spielen der Qualifikation für die EM 2017 eingesetzt. Im März 2016 nahmen die Belgierinnen dann erstmals am Algarve-Cup 2016 teil, wo sie in allen Spielen zum Einsatz kam und durch ein 5:0 gegen Russland den fünften Platz belegten. In den nächsten 15 Spielen wurde sie aber nur zweimal eingesetzt. Erst im Juni 2017 wurde sie in der Vorbereitung für die EM-Endrunde dann wieder berücksichtigt und dann auch für die Endrunde nominiert. Bei dieser erzielte sie im zweiten Gruppenspiel beim 2:0 gegen Norwegen das erste Endrundentor für die Belgierinnen. Im letzten Gruppenspiel gegen die Niederlande wurde sie in der 57. Minute beim Stand von 0:1 ausgewechselt. Zwar gelang ihrer Mitspielerin Tessa Wullaert zwei Minuten später der Ausgleich, dieser hielt aber nur 15 Minuten und durch die 1:2-Niederlage schieden die Belgierinnen aus.
Am 19. September 2017 spielte sie beim 12:0-Rekordsieg in der WM-Qualifikation gegen die Moldau über 90 Minuten, konnte sich aber nicht an dem Torreigen beteiligen. In den Playoffs der Qualifikation scheiterten die Belgierinnen aufgrund der Auswärtstorregel nach einem 2:2 im Heimspiel und einem 1:1 im Auswärtsspiel an der Schweiz, die sich aber letztlich auch nicht qualifizieren konnte.
Im Februar 2020 gab sie das Ende ihrer Nationalmannschaftskarriere bekannt.

## Erfolge
- Belgische Pokalsiegerin 2014/15 (mit Lierse SK), 2016/17 (mit KAA Gent),
- Belgische Meisterin  2017/18, 2018/19, 2019/20 und 2020/21 (mit Anderlecht)